# پژو جی۵

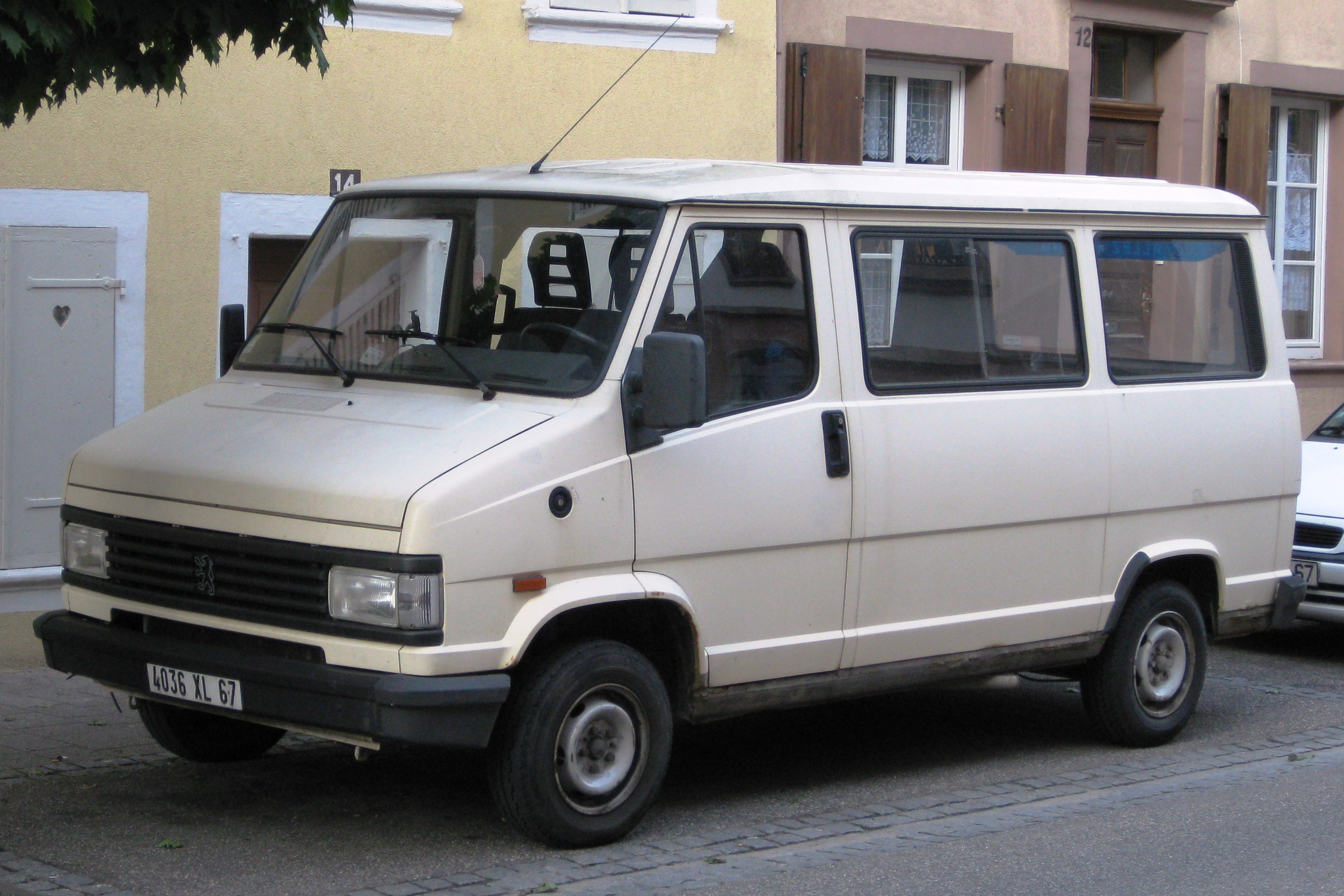

پژو جی۵ (Peugeot J5) نام یک خودرویی است که در سال‌های ۱۹۸۱ تا ۱۹۹۳تولید شده‌است. طراحی آن خودروهای موتور جلو-محور جلو بوده است.